# 2. deild karla 1998
Mùa giải 1998 của 2. deild karla là mùa giải thứ 33 của giải bóng đá hạng ba ở Iceland.

## Bảng xếp hạng
| Vị thứ | Đội        | Số trận | Thắng | Hòa | Thua | Bàn thắng | Bàn thua | Hiệu số | Điểm | Ghi chú                  |
| ------ | ---------- | ------- | ----- | --- | ---- | --------- | -------- | ------- | ---- | ------------------------ |
| 1      | Víðir      | 18      | 15    | 1   | 2    | 54        | 19       | +35     | 46   | Thăng hạng 1. deild 1999 |
| 2      | Dalvík     | 18      | 9     | 6   | 3    | 40        | 20       | +20     | 33   | Thăng hạng 1. deild 1999 |
| 3      | Leiknir R. | 18      | 9     | 5   | 4    | 34        | 20       | +14     | 32   |                          |
| 4      | Tindastóll | 18      | 8     | 4   | 6    | 36        | 30       | +6      | 28   |                          |
| 5      | KS         | 18      | 7     | 5   | 6    | 27        | 33       | -6      | 26   |                          |
| 6      | Völsungur  | 18      | 7     | 2   | 9    | 35        | 39       | -4      | 23   |                          |
| 7      | Ægir       | 18      | 6     | 2   | 10   | 40        | 44       | -4      | 20   |                          |
| 8      | Selfoss    | 18      | 5     | 4   | 9    | 38        | 42       | -4      | 19   |                          |
| 9      | Reynir S.  | 18      | 3     | 5   | 10   | 32        | 42       | -10     | 14   | Xuống hạng 3. deild 1999 |
| 10     | Fjölnir    | 18      | 3     | 2   | 13   | 17        | 64       | -47     | 11   | Xuống hạng 3. deild 1999 |

## Danh sách ghi bàn
| Cầu thủ                 | Số bàn thắng | Đội bóng  |
| ----------------------- | ------------ | --------- |
| Erlendur Þór Gunnarsson | 18           | Ægir      |
| Sigurður Valur Árnason  | 16           | Reynir S. |
| Grétar Einarsson        | 16           | Víðir     |
| Jóhann Georg Möller     | 12           | KS        |
| Kári Jónsson            | 12           | Víðir     |
| Arngrímur Arnarsson     | 11           | Völsungur |
| Hlynur Jóhannsson       | 11           | Víðir     |
| Tómas Ellert Tómasson   | 11           | Selfoss   |
| Örvar Eiríksson         | 10           | Dalvík    |